# ジョルダン・マリエ
ジョルダン・マリエ（Jordan Marié，1991年9月29日 - ）は、フランス・エピナル出身のサッカー選手。ポジションはミッドフィールダー。ディジョンFCO所属。

## 経歴
ディジョンFCOの下部組織出身。
2012年2月14日、ディジョンFCOと契約。この日にちに因んで、背番号は14番を選択した。
2021年7月28日に練習中に右膝の前十字靭帯の断裂の怪我をし、復帰まで6か月ほどかかる見込みとされた。